# Sternwarte Gahberg

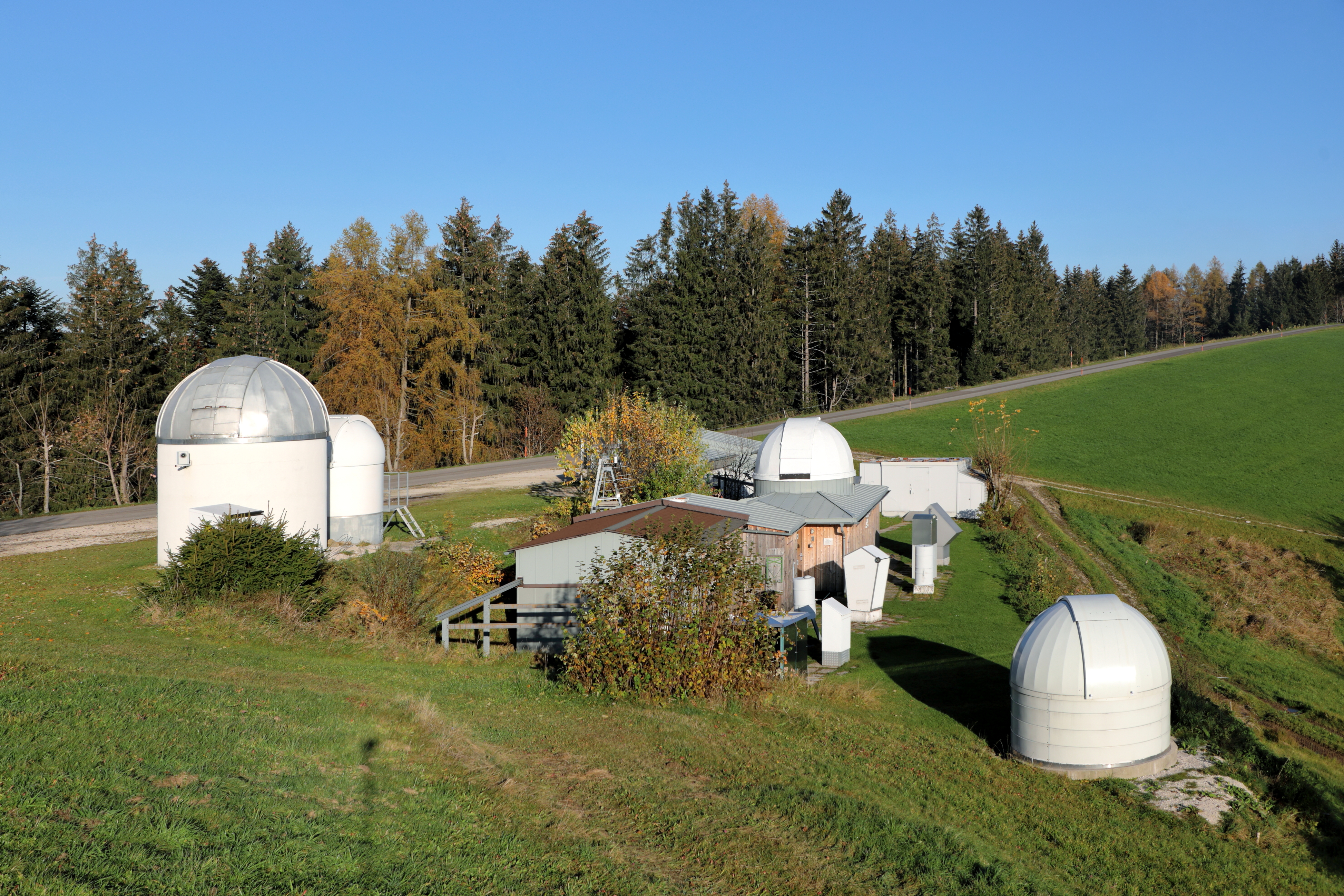
Sternwarte Gahberg. Eine der 4 Kuppeln ist die Gästesternwarte, das Hauptgebäude ist jenes mit dem Schiebedach.

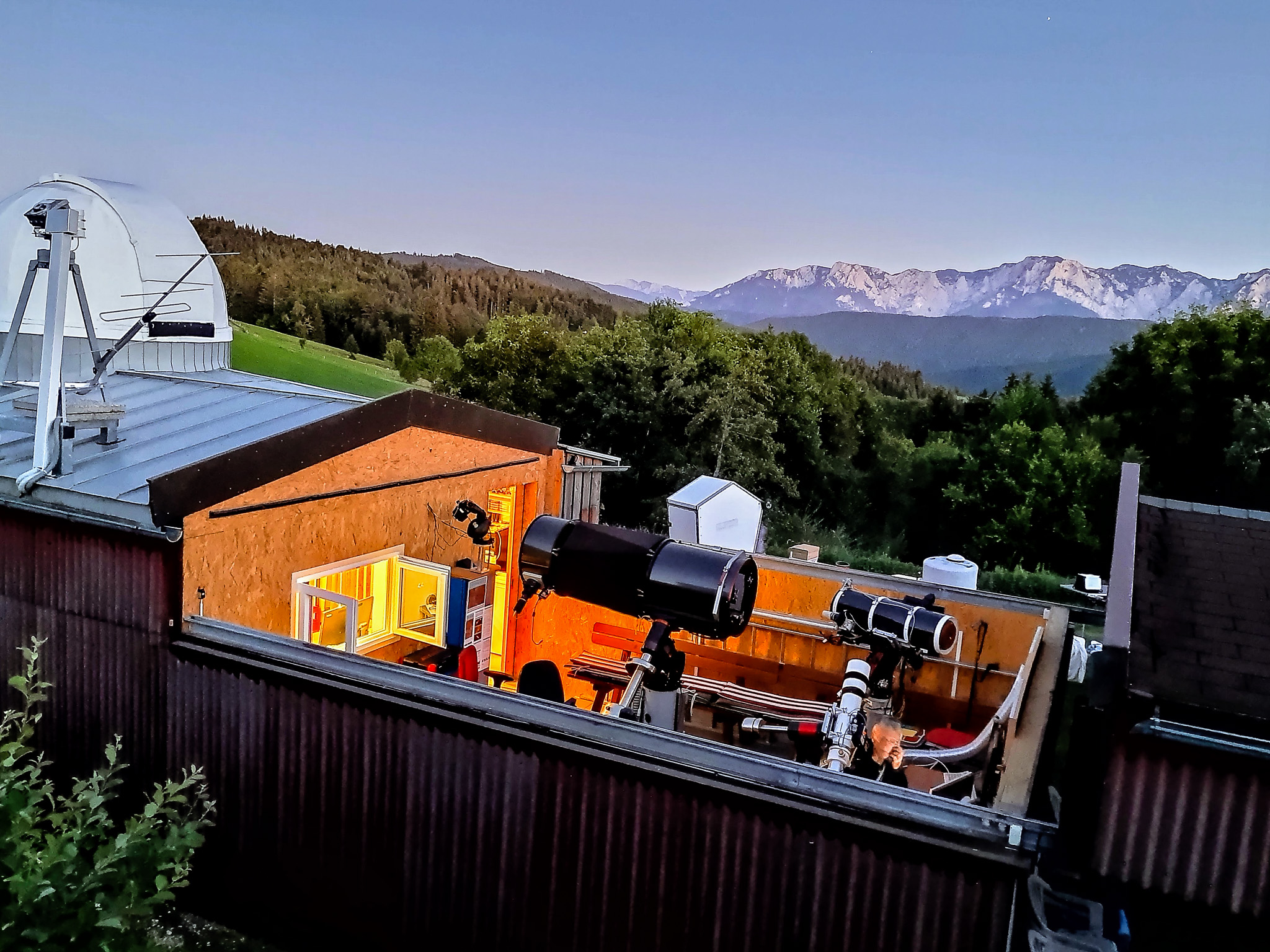
Sternwarte Gahberg, Hauptgebäude (2020)

Die Sternwarte Gahberg ist eine Privatsternwarte auf dem Gahberg (860 m), einer waldreichen Erhebung östlich des Attersees in Oberösterreich. Sie liegt auf dem Gemeindegebiet von Weyregg, 400 Höhenmeter über dem See und etwa 300 m westlich der Gahbergkapelle.
Die Sternwarte wurde in den späten 1980er-Jahren von fünf Amateurastronomen gegründet, die einen meteorologisch günstigen Standort für Deep-Sky-Beobachtungen und Astrofotografie suchten. Das Observatorium wird inzwischen vom Astronomischen Arbeitskreis Salzkammergut betrieben und ist als Vereinssternwarte auf die Nutzung durch Mitglieder ausgelegt. Dennoch gibt es regelmäßig einen öffentlichen Führungsbetrieb, im Durchschnitt kommen jährlich rund 1000 Besucher zur Sternwarte.

## Geschichte
Bereits 1982 wurde die erste bescheidene Beobachtungsstation, bestehend aus einer fest installierten Teleskopmontierung und einem Metallschutzkasten, auf dem Gahberg errichtet. Das Grundstück wurde von der Gemeinde Lenzing zunächst kostenlos zur Verfügung gestellt, die es ursprünglich für den Bau eines Kinder-Erholungsheims kaufte.
Im Jahr 2000 erfolgte dann der Kauf des Grundstücks, um einen Erweiterungsbau zu ermöglichen. Die offizielle Eröffnung der Sternwarte erfolgte 1988 nach zweijähriger Bauzeit.
Das Hauptgerät bildete ein Fraunhofer-Refraktor. In den Folgejahren wurde das Außengelände mit Gerätesockeln und Instrumentensäulen erweitert. Im Jahre 1990 installierte das Max-Planck-Institut für Kernphysik zudem eine Meteoritenortungskamera am Sternwartengelände, das in der Folge ebenfalls in den Besitz des Trägervereins überging.
Die Sternwarte ist Mitglied im Europäischen Feuerkugelnetz.

## Trägerverein
Die Gründung des Vereins Astronomischer Arbeitskreis Salzkammergut erfolgte 1980 aus Mitgliedern der Gruppe Astronomische Arbeitsgruppe Gahberg, die bereits seit Mitte der 1970er-Jahre aktiv war. Der Verein finanziert sich hauptsächlich durch Mitgliedsbeiträge, aktuell zählt der Verein über 400 Mitglieder. Seit 1983 gibt der Astronomische Arbeitskreis Salzkammergut in unregelmäßigen Abständen die Vereinszeitschrift Astro Info heraus, seit 1996 betreibt der Verein zudem eine offizielle Website mit Informationen zu aktuellen Himmelsereignissen.